# Jaime Gallego Muro
Jaime Gallego Muro (geboren am 10. Dezember 2002 in Madrid) ist ein spanischer Handballspieler, der auf der Spielposition am Kreis eingesetzt wird.

## Vereinskarriere
Gallego begann mit dem Handballspiel bei Balonmano SAFA in Madrid, er stand ab 2019 bei Balonmano Zamora unter Vertrag. Ab 2020 spielte er beim Bathco BM. Torrelavega, mit dem er in der Spielzeit 2021/2022 in der Liga Asobal, der höchsten spanischen Liga, debütierte und in 30 Erstligaspielen 71 Treffer erzielte. Im August 2022 zog er sich in der Saisonvorbereitung eine schwere Verletzung des Kreuzbandes zu, die zu einem langen Ausfall führte. Ab der Saison 2023/2024 stand er beim FC Barcelona unter Vertrag. Für das Team aus Barcelona wurde er in der Saison 2023/2024 in 15 Spielen aufgeboten und warf darin 27 Tore. Er gewann mit dem Verein die spanische Meisterschaft, die EHF Champions League, die Supercopa Ibérica (ohne Einsatz), die Copa del Rey sowie die katalanische Supercopa. Aufgrund einer Autoimmunerkrankung fiel Gallego in Barcelona lange aus, in der Saison 2024/2025 bestritt er kein Erstligaspiel. 2025 verließ er den Verein.

## Auswahlmannschaften
Er debütierte am 19. März 2022 in der spanischen Nationalmannschaft. Bei den Mittelmeerspielen 2022 gewann er mit der spanischen Auswahl die Goldmedaille. Bis Juli 2022 bestritt er insgesamt acht Spiele für die Nationalmannschaft und warf darin 14 Tore.